# سيسيل بيك
سيسيل بيك (بالإنجليزية: Cecil Beck)‏ هو سياسي بريطاني (وحمل سابقاً جنسية المملكة المتحدة لبريطانيا العظمى وأيرلندا)، ولد في 3 ديسمبر 1876، وتوفي في 22 مارس 1932. نشط في الحزب الليبرالي. في الانتخابات العامة في المملكة المتحدة 1906 ‏، انتخب عضو برلمان المملكة المتحدة الـ28 عن دائرة Wisbech (UK Parliament constituency) ‏ (12 يناير 1906 – 10 يناير 1910) وفي الانتخابات العمومية البريطانية في ديسمبر 1910 ‏، انتخب عضو برلمان المملكة المتحدة الـ30 عن دائرة سافرون والدين (3 ديسمبر 1910 – 25 نوفمبر 1918) وفي الانتخابات العمومية البريطانية 1918 ‏، انتخب عضو برلمان المملكة المتحدة الـ31 عن دائرة سافرون والدين (14 ديسمبر 1918 – 26 أكتوبر 1922).